# Челопеченско езеро
Челопеченското езеро е езеро, разположено южно от квартал Челопечене, област София, до Лесновска река (Стари Искър). То е най-голямото от Софийските езера с площ около 0,8 - 1,1 км². Образувано е след голямото наводнение през 2005 г., когато вследствие на поройни дъждове язовир “Огняново” преля и езерцата, изкопани покрай дигата на Лесновска река и захранвани с подпочвени води от нея, бяха залети от скъсалата дигата река и се образува голямо и дълбоко езеро. Под водата останаха цели дървета, телеграфни стълбове и багери. Челопеченското езеро сега е превърнато в баластриера. Съществува поредица от изкопи за инертни материали от заливните тераси на реките Искър и Лесновска между с. Челопечене и кв. „Казичене“. Изкопите са се превърнали в езера с дълбочина 2-8 м., а езерото край Челопечене поради по-големите си размери е с дълбочина 40-45 м. Наблюдава се абразионна дейност и подкопаване на бреговете. То е изключение от общия фон, тъй като водите му се оказват подходящи за естествено развъждане на бялата риба платика. Вероятно точно тя и нейният невръстен прираст са причина да се запази присъствието на бялата риба и щуката. Уклеят на Челопечене е малоброен, но сравнително едър, каракудите също са по-едри и повече, ловят се също бабушки и костур. Трябва да се знае, че Челопеченското езеро и останалите Челопеченски гьолове са замърсени с тежки метали. Тревожна тенденция е увеличаването на броя на бракониерите.